# Taxat-Senat

Taxat-Senat este o comună în departamentul Allier din centrul Franței. În 1 ianuarie 2022 avea o populație de 211 de locuitori.